# ダイナマイト東北
ダイナマイト東北（ダイナマイトとうほく、生年月日不明 - ）は、日本の覆面レスラー。
ギミックのモチーフになっているのは、お笑いタレントの遠藤章造が日本テレビの番組「ダウンタウンのガキの使いやあらへんで!!」で演じた覆面レスラー「ダイナマイト四国」で、そのキャラクターと姿形が元になったダイナマイト四国に酷似している。

## 経歴
2005年5月27日、みちのくプロレス田島町民体育館大会でデビュー。

## 特徴
- デビュー当初は入場時に胸を張り、自ら観客に握手をもらっていた。
- ダイナマイト四国と同じく右膝に爆弾をかかえているため、試合中はレフェリーストップなどで連敗中。
- 試合終了後の決めセリフは「2、4、6、8、東ッ北、東ッ北（にー、しー、ろー、はー、とうほッく、とうほッく）」とカウントしながらスタートして観客総立ちでのマイクパフォーマンスを行う。
- 右膝に限界がきて長期欠場に突入後、みちのくプロレス公式サイトのプロフィールから外された。
- 後述の第八代ダイナマイト東北は別人である。

## ギミック
幻とされている一子相伝の奥義「北東神拳」後継者の1人。兄のプルトニウム東北との奥義継承の闘いに負けたことで破門になり、右膝の怪我を抱えたままアメリカ、メキシコ、ヨーロッパを転々と渡り歩いていたが、ある理由からリングから遠ざかっていた。その後、故郷の東北にプロレス団体（みちのくプロレス）があると知って強引参戦。

## 得意技
東北式逆さ押さえ込み

## 入場曲
- みちのくひとり旅（山本譲二）

## 第八代ダイナマイト東北
第八代ダイナマイト東北（だいはちだいダイナマイトとうほく、生年月日不明 - ）は、日本の覆面レスラー。身長165cm。体重80kg。東北地方出身。正体は清水義康。

### 経歴
2008年3月8日、みちのくプロレス矢巾町民総合体育館大会でデビュー。
2009年10月、首の怪我により長期欠場。欠場中はレフェリーとセコンドを行っていた。
2010年12月、みちのくプロレスが運営するレストラン&カフェ「マウンテンキング」の最高店長に就任。
2014年3月22日、みちのくプロレス矢巾町民総合体育館大会で約5年ぶりの復帰戦と同時に引退試合が行われた。長期欠場中に学んでいた柔道整復師の国家試験を合格したことを機に第二の人生として、みちのくプロレスを去った。
2016年7月、みちのくプロレス公認トレーナーとして、みちのくプロレスに再入団。